# (2755) Avicenna
(2755) Avicenna es un asteroide que forma parte del cinturón de asteroides y fue descubierto por Liudmila Ivánovna Chernyj desde el Observatorio Astrofísico de Crimea, en Naúchni, el 26 de septiembre de 1973.

## Designación y nombre
Avicenna fue designado inicialmente como 1973 SJ4.
Más tarde se nombró en honor del médico musulmán Avicena (h.980-1037).

## Características orbitales
Avicenna orbita a una distancia media del Sol de 2,845 ua, pudiendo acercarse hasta 2,109 ua y alejarse hasta 3,582 ua. Tiene una inclinación orbital de 4,57 grados y una excentricidad de 0,2589. Emplea en completar una órbita alrededor del Sol 1753 días.

## Características físicas
La magnitud absoluta de Avicenna es 13,2.